# Saca de las Yeguas

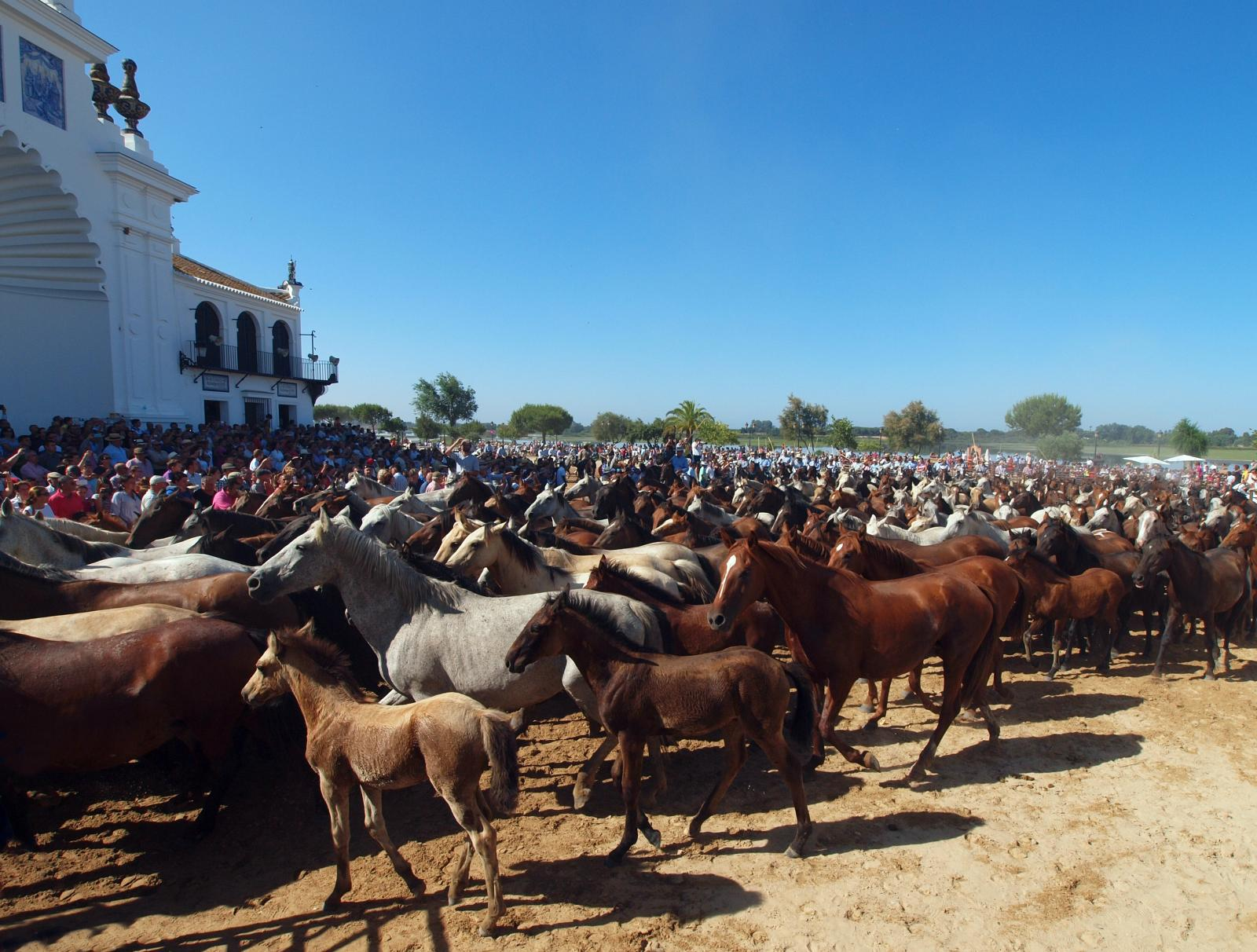
Saca de las Yeguas, en 2014.

La Saca de las yeguas es un acontecimiento ganadero realizado con yeguas marismeñas, que se celebra anualmente en el municipio español de Almonte, situado en la provincia de Huelva, en Andalucía.

## Descripción

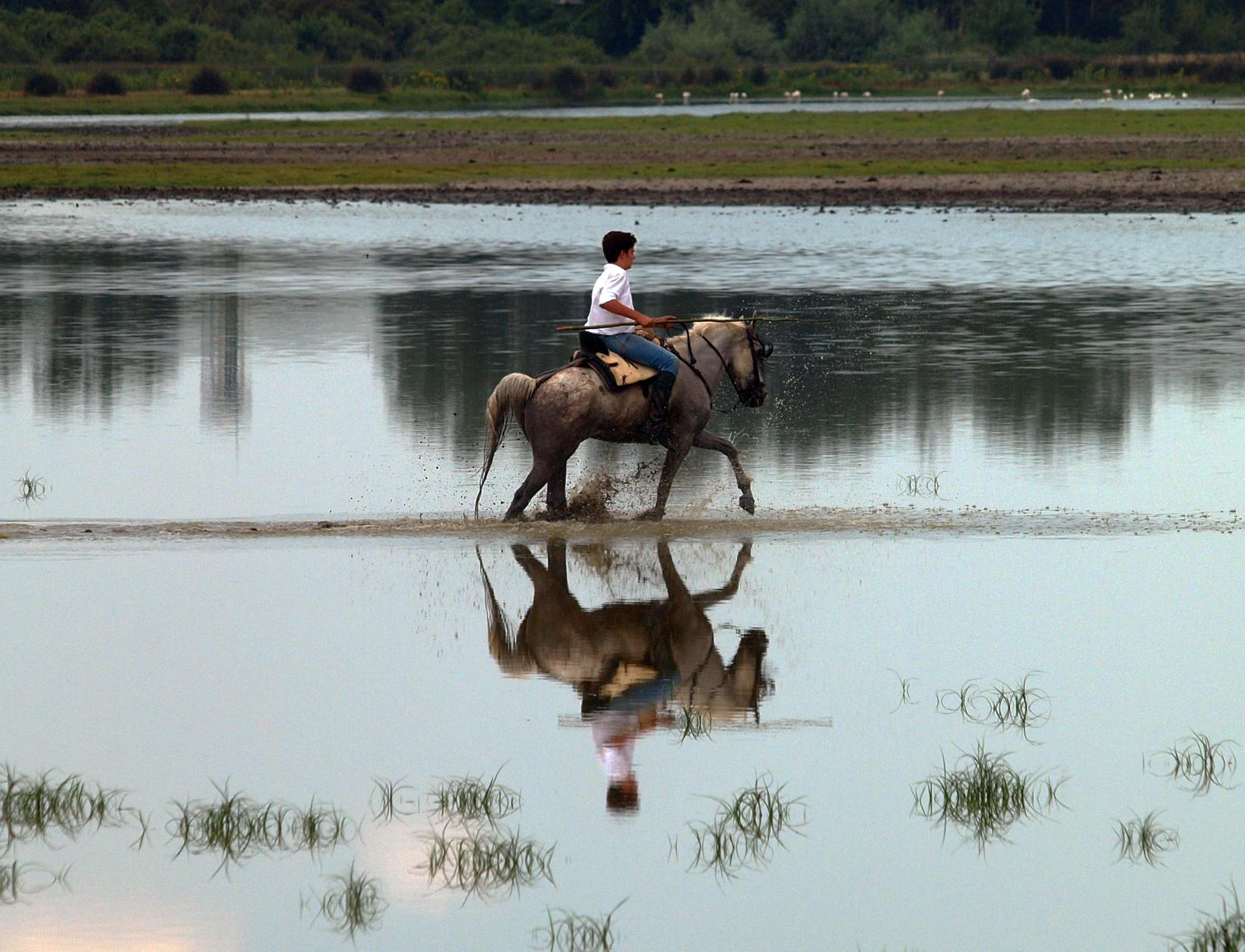
Un yegüerizo por la marisma de Doñana.

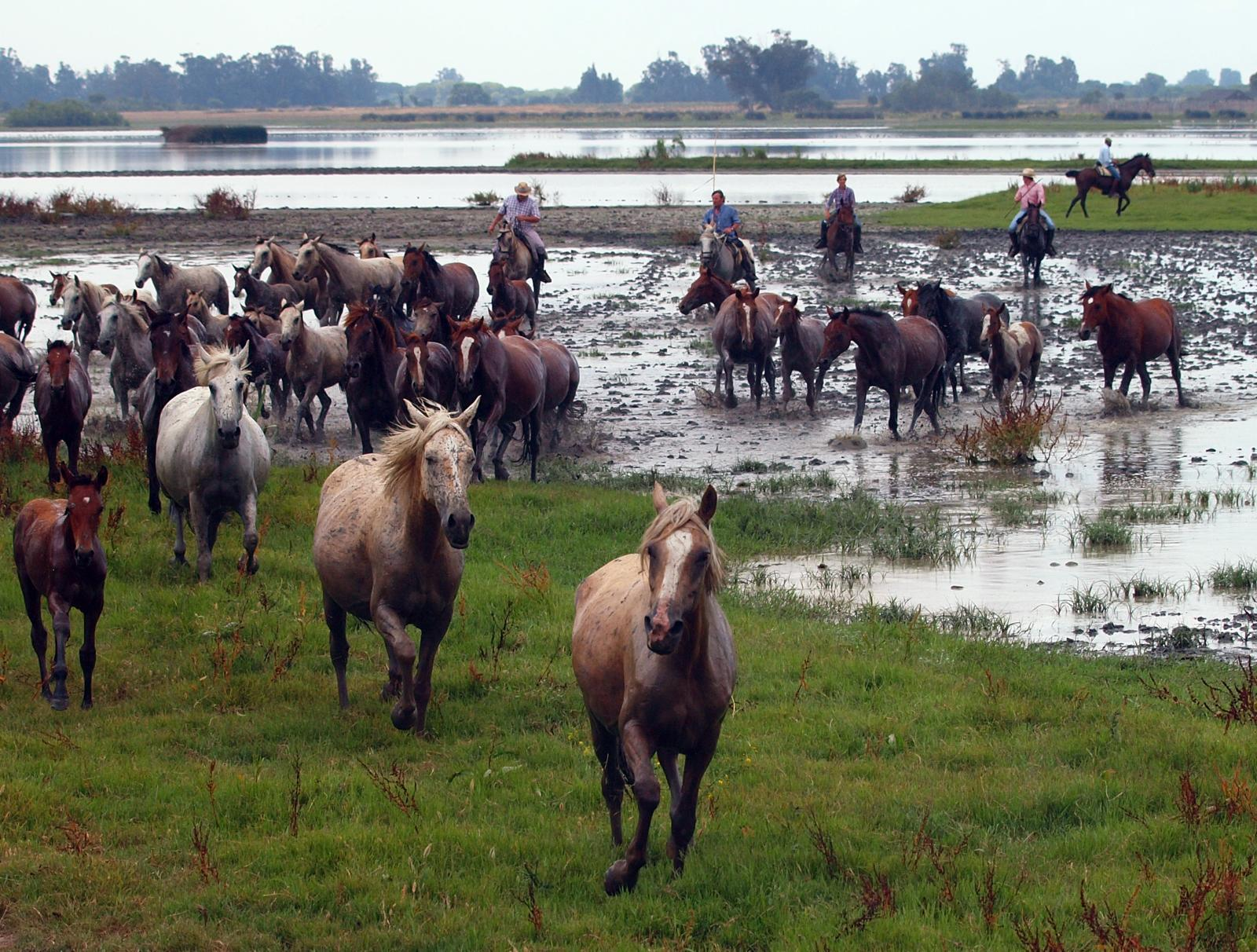
Yegüerizos dirigiendo al ganado.

Tiene lugar a finales del mes de junio, coincidiendo con la Feria de San Pedro, patrón del municipio. Se trata de una tradición centenaria que fue regulada en 1504 por una ordenanza del Duque de Medina Sidonia. 
Los yegüerizos van a buscar al ganado a distintas zonas de las marismas de Doñana, que son La Marismilla, Las Nuevas, el Rincón del Pescador, la Vuelta de la Madre, Matasgorda, El Lobo, Las Mogeas y el Lucio de las Yeguas, y las reúnen en la playa frente a El Rocío. Tras ello, el 26 de junio se dirigen hacia Almonte, pasando antes por la aldea de El Rocío, donde las yeguas y los yegüerizos son bendecidos por el sacerdote de la Ermita, tras lo cual siguen su camino hacia Almonte. Cuando llegan al arroyo Santa María, cerca de los Olivarejos, descansan un rato y empiezan a hacer tropas o lotes para entrar en el pueblo. Una vez en él, el ganado hace un recorrido por sus calles hasta llegar al recinto donde permanecerán unos cinco días, durante los cuales se le realizarán varias faenas, como la tusa (cortar el pelo) y el herrado de las potras, con el fin de prepararlo para su venta. Tanto la entrada como la permanencia del ganado en el pueblo atrae la atención de numerosas personas. Unos días después, las yeguas son conducidas de nuevo a la marisma donde permanecerán hasta junio del año siguiente.
Almonte está hermanado con La Estrada, pueblo gallego en donde existe una tradición equina similar llamada Rapa das bestas.